# (176) Iduna
(176) Iduna és un asteroide que forma part del cinturó d'asteroides descobert per Christian Heinrich Friedrich Peters des de l'observatori Litchfield de Clinton, als Estats Units d'Amèrica, el 14 d'octubre de 1877. Va rebre el nom per un club d'Estocolm on es va celebrar una trobada astronòmica en 1877.
Iduna està situat a una distància mitjana del Sol de 3,188 ua, i pot apropar-se fins a 2,658 ua. Té una excentricitat de 0,1661 i una inclinació orbital de 22,59°. Empra 2.079 dies a completar una òrbita al voltant del Sol.